# Talang Sungai Limau
Talang Sungai Limau is een bestuurslaag in het regentschap Indragiri Hulu van de provincie Riau, Indonesië. Talang Sungai Limau telt 1065 inwoners (volkstelling 2010).